# Teixeirópolis
Teixeirópolis est une municipalité brésilienne située dans l'État du Rondônia.